# Сульфадимідин
Сульфадимідин — синтетичний антибактеріальний препарат з групи сульфаніламідних препаратів для перорального застосування. На сьогодні його вважають морально застарілим, тому практично не використовують у медичній практиці.

## Фармакологічні властивості
Сульфадимідин — синтетичний препарат з групи сульфаніламідних препаратів короткої дії. Препарат має бактеріостатичну дію, що полягає у порушенні синтезу мікрооргазмами фолієвої кислоти та блокуванні засвоєння мікроорганізмами параамінобензойної кислоти. До препарату чутливі наступні збудники: стафілококи, стрептококи, клебсієли, Escherichia coli, Bacillus anthracis, Corynebacterium diphtheriae, частина роду Clostridium, єрсинії, Actinomyces spp., Nocardia spp., токсоплазма та деякі хламідії. Інші збудники до препарату нечутливі.

### Фармакокінетика
Сульфадимідин швидко всмоктується в шлунково-кишковому тракті та добре зв'язується з білками плазми крові. Біодоступність препарату становить 70—100 %. Препарат створює високі концентрації в більшості тканин і рідин організму, найбільші концентрації створюються в легенях та спинномозковій рідині. Сульфадимідин добре проходить через гематоенцефалічний бар'єр. Препарат проходить через плацентарний бар'єр та виділяється в грудне молоко. Метаболізується сульфадимідин в печінці з утворенням неактивних метаболітів. Період напіввиведення препарату складає 5—7 годин. Виводиться препарат з організму нирками, при високій концентрації в сечі метаболіти сульфадимідину можуть випадати в осад.

## Показання до застосування
Сульфадимідин застосовують при інфекційних ураженнях, які спричинюють деякі чутливі до препарату мікроорганізми — при бронхітах, тонзиліті, пневмонія, гаймориті, отиті, піодермії, ранових інфекція, гонореї, холециститі, пієлоциститі, трахому, токсоплазмозі в складі комбінованої терапії.

## Побічна дія
При застосуванні сульфадимідину можливі наступні побічні ефекти:
- Алергічні реакції — при тривалому застосуванні у високих дозах можуть спостерігатися висипання на шкірі, кропив'янка, гіперемія шкіри, бронхоспазм, періорбітальний набряк, гарячка, фотодерматоз, синдром Стівенса-Джонсона, синдром Лаєлла, набряк Квінке, сироваткова хвороба; дуже рідко анафілактичний шок, вовчакоподібний синдром.
- З боку травної системи — при тривалому застосуванні у високих дозах можуть спостерігатися нудота, блювання, панкреатит, стоматит, сухість в роті, біль в животі, діарея, псевдомембранозний коліт; дуже рідко гепатит, жовтяниця, некроз печінки.
- З боку нервової системи — при тривалому застосуванні у високих дозах можуть спостерігатися головний біль, запаморочення, атаксія, підвищення внутрішньочерепного тиску, безсоння, депресія, галюцинації, психоз, асептичний менінгіт, периферична або оптична нейропатія.
- З боку серцево-судинної системи — рідко міокардит, тахікардія, васкуліти, артеріїти.
- З боку дихальної системи — при тривалому застосуванні кашель, біль у горлі; рідко фіброзуючий альвеоліт, еозинофільні інфільтрати в легенях.
- З боку опорно-рухового апарату — при тривалому застосуванні артралгії, міалгії; дуже рідко вузликовий періартеріїт.
- З боку сечовидільної системи — часто кристалурія, забарвлення сечі в темно-жовтий колір; рідко при тривалому застосуванні у високих дозах інтерстиціальний нефрит, тубулярний некроз, ниркова недостатність.
- З боку ендокринної системи — рідко гіпоглікемія, гіпотиреоз.
- Зміни в лабораторних аналізах — дуже рідко еозинофілія, лейкопенія, нейтропенія, тромбоцитопенія, гемолітична анемія, агранулоцитоз, гіпопротромбінемія, підвищення рівня активності амінотрансфераз в крові, гіпоглікемія.

## Протипоказання
Сульфадимідин протипоказаний при підвищеній чутливості до сульфаніламідних препаратів, захворюваннях крові, печінковій та нирковій недостатності, гепатиті, гострій порфірії, дефіциті глюкозо-6-фосфатдегідрогенази, гіпертиреозі, вагітності та годуванні грудьми.

## Форми випуску
Сульфадимідин випускається у вигляді таблеток по 0,25 та 0,5 г.